# Rezerwat przyrody Becherovská tisina
Rezerwat przyrody Becherovská tisina (Becherowskie Cisy) – leśny rezerwat przyrody w Beskidzie Niskim na Słowacji. Powierzchnia 24,13 ha.

## Położenie
Rezerwat leży ok. 4,5 km na północny zachód od wsi Becherov w powiecie Bardejów. Obejmuje północno-wschodnie stoki góry Jaworzyna Konieczniańska (słow. Javorina), opadające ku dolince potoku Riečka. Tereny rezerwatu leżą na wysokości ok. 650–860 m n.p.m. Podłoże budują piaskowce fliszu karpackiego. Stoki są strome (nachylenie do 65°), kamieniste, lokalnie pokryte rumoszem skalnym i poprzecinane skalnymi uskokami.

## Flora
Teren rezerwatu porasta specyficzna forma buczyny karpackiej ze znacznym udziałem jawora i jesionu oraz wyraźną domieszką świerka i wiązu górskiego (brzostu), która lokalnie przechodzi w formację zbliżoną do jaworzyny karpackiej. Wśród drzew rośnie szereg egzemplarzy cisa pospolitego, od najmłodszych siewek aż po drzewa ponadstuletnie. Na skalnej ścianie występują krzaczaste egzemplarze cisa, czasami o płożących się gałęziach. Łączna liczba cisów na obszarze rezerwatu wynosi ok. 230.
Na lokalnych wypłaszczeniach stoku i półkach skalnych w podszycie lasu rosną inne rzadkie gatunki roślin, jak chaber miękkowłosy (Centaurea mollis), modrzyk górski (Cicerbita alpina), bardzo rzadko języcznik zwyczajny (Phyllitis scolopendrium), w rozproszeniu również obrazki alpejskie (Arum alpinum), paprotnik Brauna (Polystichum braunii), paprotnik kolczysty (Polystichum aculeatum) i in.

## Historia
Rezerwat został powołany w 1954 r. (nowelizacja: rozporządzenie Ministerstwa Kultury Słowackiej Republiki Socjalistycznej nr 1160/1988-32 z dnia 30 czerwca 1988 r.). W celu umożliwienia zapoznania się z rezerwatem wybudowana została ścieżka wiodąca od dawnej leśniczówki w dolinie potoku Riečka aż pod skalisty uskok z pierwszymi cisami.

## Przedmiot ochrony
Celem ochrony jest zachowanie fragmentu naturalnego lasu regla dolnego z najliczniejszym stanowiskiem cisa pospolitego na obszarze słowackiego fliszu karpackiego.